# 小原重哉

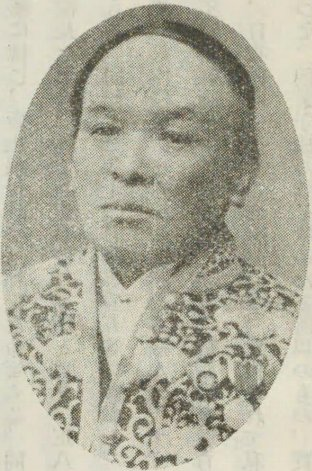
小原重哉

小原 重哉（おはら しげや / しげちか、1834年9月11日（天保5年8月9日） - 1902年（明治35年）5月28日）は、日本の司法官僚、内務官僚。貴族院勅選議員。初名は澄太郎、号は米華。

## 経歴
岡山藩の人。藤本鉄石・岡元太郎らと交わって、尊王攘夷運動に投じた。1864年（元治元年）、岡元太郎らとともに新選組の密偵松山幾之助を斬殺して梟首した。この一件で獄に下されるが、間もなく赦免された。
明治維新後、慶応4年9月5日（1868年10月20日）、新政府の刑法官に出仕し鞠獄司吟味掛となる。その後、司法省判事となり、監獄制度改良に貢献した。監獄が内務省に移管されると、内務省監獄局次長に就任した。
1890年（明治23年）に元老院議官に就任したが、同年の元老院廃止に伴い、1891年（明治24年）12月22日に貴族院議員に勅選された。墓所は染井霊園。
画を好み、松田翠崖に師事。絵画共進会や内国勧業博覧会で審査員を務めた。

## 栄典
位階
- 1890年（明治23年）6月19日 – 従四位[6]
- 1894年（明治27年）5月21日 - 正四位[7]
- 1899年（明治32年）12月20日 - 従三位[8]

勲章等
- 1888年（明治21年）5月29日 - 勲四等旭日小綬章[9]
- 1889年（明治22年）11月29日 - 大日本帝国憲法発布記念章[10]